# Philip Whalen
Philip Whalen (20. října 1923 – 26. června 2002) byl americký básník, novelista, zen-buddhista a jedna z ústředních postav sanfranciské beatové scény (beat generation).

## Biografie a život
Whalen se narodil v Portlandu (Oregon) a žil také v Dalles (Oregon). Během druhé světové války sloužil u letectva Spojených států. Navštěvoval Reed College, kde se poprvé setkal s Gary Snyderem a Lew Welchem. Své bakalářské studium umění ukončuje promocemi roku 1951. Zúčastnil se slavného čtení poezie v Six Gallery roku 1955, kde poprvé vešel do očí veřejnosti jako jeden ze známých protagonistů beat generation. Stal se námětem pro jednu z hlavních postav knihy Dharmoví tuláci pod jménem „Warren Coughlin“, kterou napsal roku 1957 Jack Kerouac; v této knize Philip Whalen (Warren Coughlin) vystupuje v roli nenápadného zamlklého intelektuála, který stejně jako ostatní propadá uvolněnému stylu života, přírodě a hlavně zen-buddhismu, který ho koneckonců silně ovlivnil i v reálném životě a naplno se mu věnoval až do své smrti. V pozdější novele Kerouaca se ještě objevuje jako: „Ben Fagan“.
V letech 1966 a 1967 žije v Kjótu v Japonsku pod záštitou the American Academy of Arts and Letters a pracuje zde jako učitel angličtiny, během svého pobytu denně praktikuje Zen, píše básně a dokončuje druhou novelu.
Později se vrací do San Franciska a začíná se studiem v San Francisco Zen Center u Richarda Bakera v roce 1972. V roce následujícím se z něj stal mnich. Po určité době strávené v Novém Mexiku se roku 1991 vrací zpět do San Franciska a stává se opatem v Hartford Street Zen Center až do doby, kdy musí ze zdravotních důvodů odejít. V této době již mnoho nepublikuje v souladu se svým přesvědčením.

## Tvorba a dílo
V jeho tvorbě ho do značné míry ovlivňoval Gary Snyder, se kterým začátkem padesátých let trávil mnoho času při hlídání lesů proti požárům a při dalších ekologických aktivitách, proto mají jejich básně mnohdy společné místo, čas i vyznění. Na rozdíl od Snydera jsou ovšem Whalenovi básně o poznání komplikovanější a pro nezasvěceného čtenáře příliš těžké pro své narážky, parafráze a citace.

### Díla
- Ze zdi: Rozhovory s Philipem Whalenem (Off the Wall: Interviews with Philip Whalen) (1978)
- Dost bylo řečeno (Enough Said: 1974-1979) (1980)
- Hluboký nádech (Heavy Breathing: Poems, 1967-1980) (1983)
- Dvě novely (Two Novels) (1986)
- Pádlování do zátoky Cabarga: Buddhistická poezie (Canoeing up Cabarga Creek: Buddhist Poems 1955-1986) (1995)
- Přesčas: Vybraná poezie (Overtime: Selected Poems) (1999)